# Aylmer Byron Hunt
Pour l’article homonyme, voir Hunt.
Aylmer Byron Hunt (26 avril 1864-4 mai 1925) fut un agent immobilier, agriculteur, bûcheron, directeur et homme politique fédéral du Québec.

## Biographie
Né à Bury dans la région de l'Estrie, il fit ses études dans son village natal. Il travailla ensuite comme commerçant et marchand de bois. Il servit ensuite comme maire du Canton de Bury.
Élu député du Parti libéral du Canada dans la circonscription fédérale de Compton en 1904, il fut réélu lors d'une élection partielle déclenchée après l'annulation de l'élection précédente en 1906 et en 1908. Il fut défait en 1911 par le conservateur Frederick Robert Cromwell. De retour à titre de Libéraux de Laurier en 1917 et réélu en 1921, il ne se représenta pas en 1925.